# Deportivo Español
Der Club Social, Deportivo y Cultural Español de la República Argentina (bis 2003 Club Deportivo Español) ist ein argentinischer Fußballverein aus Buenos Aires, der Hauptstadt des Landes. Der Verein mit dem Spitznamen Gallego wurde 1956 gegründet und trägt seine Heimspiele im Estadio Nueva España aus.

## Geschichte
Deportivo Español wurde am 12. Oktober des Jahres 1956 unter dem Namen Club Deportivo Español in Argentiniens Hauptstadt Buenos Aires gegründet. Das Gründungsdatum wurde als Andenken an die Entdeckung Amerikas durch Christoph Kolumbus am 12. Oktober 1492 gewählt, von diesem historischen Fakt abgeleitet ist auch der Name des Vereins, da Kolumbus für die spanische Krone segelte und das Gebiet, das heute Argentinien ist, lange Zeit unter spanischer Herrschaft stand.
In den ersten Jahren spielte Deportivo Español in unteren Spielklassen des argentinischen Fußballs. 1958 gelang mit dem ersten Platz in der Tercera de Ascenso der Aufstieg in die Primera C, die man in der Saison 1960 wie auch später noch einmal in der Saison 1979 als Meister beendete und in die zweite Liga aufstiegen konnte. In der Zeit, als Deportivo Español zum ersten Mal zweitklassig spielte, hatte der Verein mit Carlos Bilardo einen Spieler unter Vertrag, der später vor allem als Trainer mit Estudiantes de La Plata und der argentinischen Fußballnationalmannschaft große Erfolge feiern sollte. Bilardo spielte von 1961 bis 1965 bei Deportivo Español, ehe er zu Estudiantes de La Plata ging.
Richtig für Furore sorge Deportivo Español in der Saison 1985/86, als man in der Primera División, in die man 1985 als Meister der Primera B aufgestiegen war, den dritten Platz hinter CA River Plate und CA Newell’s Old Boys belegte. Ein dritter Platz in der Tabelle wurde noch zwei weitere Male erreicht, und zwar 1988/89 und 1992 in der Clausura. Zu der Zeit erlebte Deportivo Español seine beste Zeit, sportlich betrachtet. Es spielten damals unter anderem Spieler wie José Luis Brown und Héctor Enrique, beide Weltmeister von 1986, im Übrigen in der Nationalelf von Carlos Bilardo betreut, oder der uruguayische WM-Teilnehmer von 1986, José Batista, bei dem Verein.
Mit dem Abstieg aus der Primera División nach Ende der Saison 1997/98 endeten die erfolgreichen Zeiten von Deportivo Español. Seit 1997 pendelte der Verein ständig zwischen zweiter und dritter Liga. Nach dem Abstieg in die Primera B Metropolitana, die dritte Liga, im Jahre 2003, erklärte sich der Verein für bankrott und wurde aufgelöst. Von den Fans wurde ein neuer Verein als Nachfolgerverein ins Leben gerufen, dem der Name Club Social, Deportivo y Cultural Español gegeben wurde, kurz Deportivo Español. Der argentinische Fußballverband akzeptierte die Neugründung und der Verein spielte anschließend in der dritten Liga.

## Erfolge
- Primera B: 1× (1984)
- Primera C: 2× (1960, 1979)
- Primera B Metropolitana: 1× (2001/02)
- Tercera de Ascenso: 1× (1958)

## Spieler
- Carlos Bilardo (1961–1964)
- Carlos Veglio (1964–1967)
- José Luis Brown (1985)
- José Batista (1985–1994, 1998–1999)
- Héctor Enrique (1990–1991)